# Höhere Töchterschule II (Hannover)

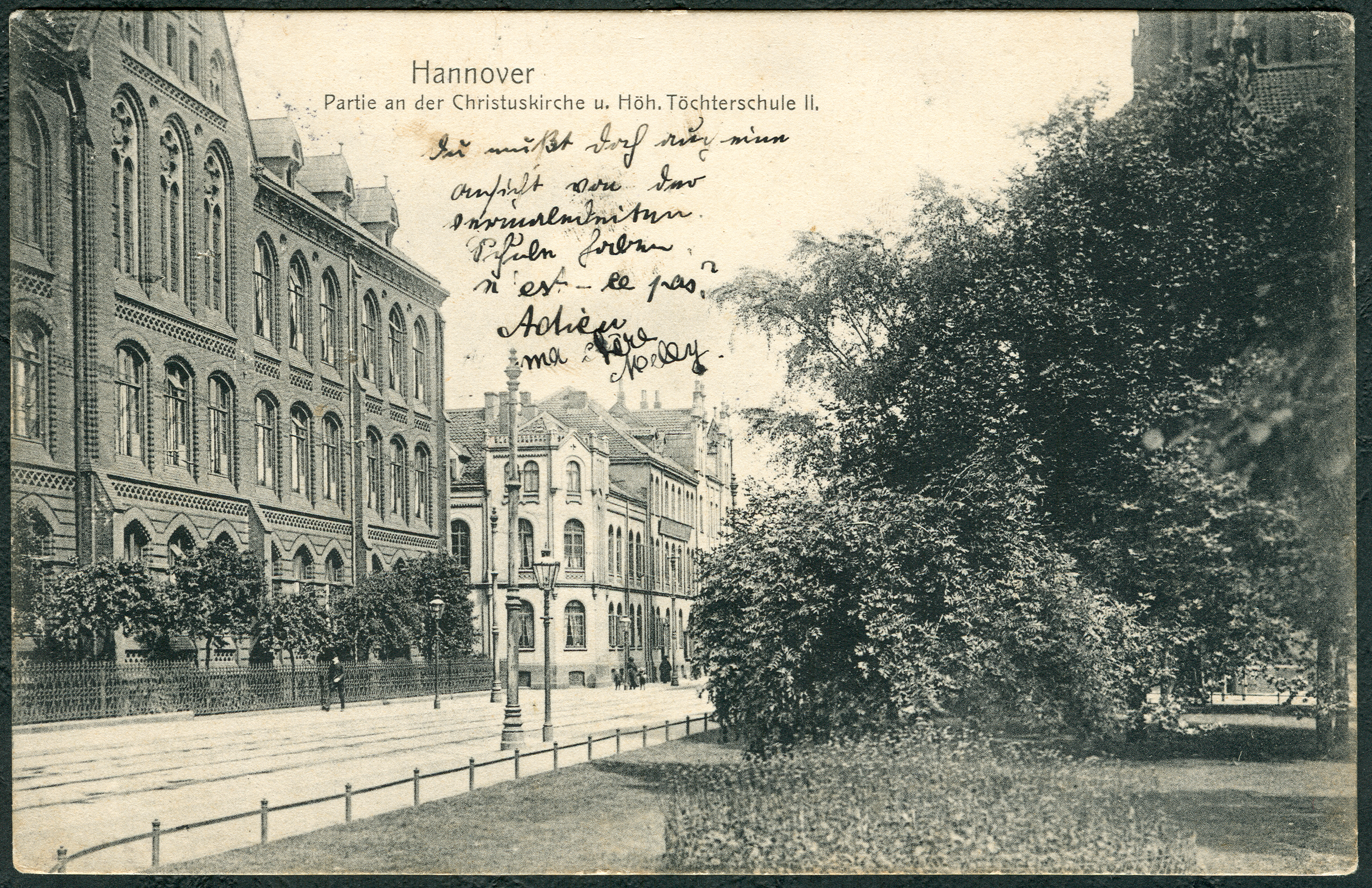
Blick in Richtung Engelbosteler Damm: Die Höhere Töchterschule II (links) an der Christuskirche in der Nordstadt auf dem – heutigen – Conrad-Wilhelm-Hase-Platz;
Ansichtskarte Nr. 339 von Georg Kugelmann, 1906, Lichtdruck

Die Höhere Töchterschule II in Hannover war eine im 19. Jahrhundert errichtete höhere Mädchenschule, aus der sich die spätere Schillerschule entwickelte. Hauptstandort war die Adresse An der Christuskirche 28 in der Nordstadt der heutigen niedersächsischen Landeshauptstadt. Lage

## Geschichte und Beschreibung
Für die im Zuge der Industrialisierung im Königreich Hannover rasch anwachsende Bevölkerung insbesondere rund um die alte Residenzstadt Hannover mussten zusätzliche Schulen errichtet werden, die seinerzeit noch nach Geschlechtern getrennt betrieben wurden. So wurde schon 1853 die erste Höhere Töchterschule Hannovers eröffnet, die spätere Wilhelm-Raabe-Schule.
Nachdem ab der Gründerzeit des Deutschen Kaiserreichs die Zahl der Menschen in und um Hannover weiterhin stark anstieg, erhielt der Stadt-Bau-Inspektor Otto Wilsdorff den Auftrag für eine neue Mädchenschule, die nach seinen Plänen in den Jahren von 1879 bis 1882 neben der Christuskirche errichtet wurde.
Die Schule wurde Ostern 1879 eröffnet, obwohl der Neubau an der Christuskirche noch nicht fertiggestellt war. Daher begann am 22. April 1879 für die ersten 26 Schülerinnen der Unterricht provisorisch in der ebenfalls städtischen Bürgerschule 9 in der Hagenstraße im Süden des Stadtteils Vahrenwald, in der heutigen Raiffeisenstraße Ecke Lüdersstraße. Lage
Unterdessen entstand an der Christuskirche der Neubau der Höheren Töchterschule II, hauptsächlich aus rotem, teils farblos glasiertem Backstein auf konstruktiv eingesetzten Sandsteinelementen in neugotischem Stil. Der damalige Direktor Mertens kritisierte daran, dass „ein Zeichensaal, ein Physikzimmer mit Nebenkabinett, eventuell eine 10. Klasse fehle, und die Aula […] zu klein“ sei. Nachdem der Neubau zu Ostern 1881 bezogen worden war, musste bereits 1885 ein Erweiterungsbau die Unterrichtsflächen vergrößern. Der Grund hierfür lag allerdings vor allem in der Neuregelung der Schulbezirke durch die Stadt Hannover für diejenigen „[…] Mädchen, die nördlich der Linie Goethestraße – Schillerstraße – Lister Meile – Eilenriede wohnten und eine weiterführende Schule besuchen wollten“; diese Mädchen mussten sich in der Schule an der Christuskirche anmelden. Dadurch „[…] wurde 1888 die für damalige Verhältnisse beachtliche Zahl von 387 Schülerinnen erreicht“.
Um die Jahrhundertwende war ein – Herr – „Dr. Lohmann“ Direktor, der die Anstalt ohne Parallelklassen führte mit zehn aufsteigenden Klassen einschließlich einer Selekta. Zum 25-jährigen Jubiläum wurde die Höhere Töchterschule II im Jahr 1904 in den Rang eines Lyceums beziehungsweise Mädchengymnasium erhoben und erhielt den Namen Schillerschule.
Rund ein Jahrzehnt später – im Jahr des Beginns des Ersten Weltkrieges – war das Schillerschule an der Christuskirche abermals längst zu eng geworden für die weiter gestiegene Schülerinnenzahl, so dass die Bildungseinrichtung 1914 zum Clevertor westlich des Steintores verlegt wurde in das Gebäude der ehemaligen Oberrealschule „Am Clevertor 3 – 4“. Lage
Zur Zeit des Nationalsozialismus und während des Zweiten Weltkrieges wurden das Schulgebäude Clevertor durch die Luftangriffe auf Hannover völlig zerstört. Zwar konnte für kurze Zeit der Unterricht in den Räumen der Goetheschule fortgesetzt werden – doch auch dieses Gebäude fiel durch Fliegerbomben bald in Trümmer. Lage
Ehemalige Schülerinnen der ersten, zerstörten Schillerschule in Hannover fühlten sich dieser so verbunden, dass sie nach der Neugründung der Schillerschule die Ausstattung nach 1954 durch Spenden wohlwollend unterstützten. Lage

## Schriften
Ab den Jahrgängen 1887/88 bis 1934 gab die Schule über Jahrzehnte mehrere jährliche erscheinende Zeitschriften heraus, die heute beispielsweise in der Stadtbibliothek Hannover oder der Gottfried Wilhelm Leibniz Bibliothek – Niedersächsische Landesbibliothek archiviert sind:
- 1888–1909: Bericht über die Höhere Töchterschule II (Höhere Mädchenschule II) zu Hannover, Ostern …;
- 1910–1927; Bericht / Schillerschule (Städtisches Lyzeum 2) über das Schuljahr …, teils auch Jahresbericht der Schillerschule (Städtisches Lyzeum II) zu Hannover;
- 1928–1934: Bericht über das Schuljahr … / Städtisches Schillerlyzeum zu Hannover[6]